# بومادران (گیاه)
 بومادران (نام علمی: Achillea wilhelmsii) نام یک گونه از سرده بومادران است.